# Enlinia elongata
Enlinia elongata är en tvåvingeart som beskrevs av Robinson 1969. Enlinia elongata ingår i släktet Enlinia och familjen styltflugor. Inga underarter finns listade i Catalogue of Life.